# Lista de empresas estatais de Portugal
Esta é uma lista das empresas Portuguesas, das quais os respetivos poderes executivos detêm uma participação do Estado Português/DGTF, esta lista contem as empresas que o Estado Português detêm uma participação maioritária e outras poucas com uma participação minoritária.

## Lista de Participações do Estado/DGTF
| Empresa                                                                               | Capital Social/Estatutário | Participação do Estado/DGTF | Participação do Estado/DGTF |
| Empresa                                                                               | Capital Social/Estatutário | Valor Nominal               | %                           |
| Comunicação Social                                                                    | Comunicação Social         | Comunicação Social          | Comunicação Social          |
| ------------------------------------------------------------------------------------- | -------------------------- | --------------------------- | --------------------------- |
| Lusa - Agência de Notícias de Portugal, S.A                                           | 5 324 225,00               | 5 103 710,00                | 95,86                       |
| RTP - Rádio e Televisão de Portugal, S.A.                                             | 1 434 773 340,00           | 1 434 773 340,00            | 100,00                      |
| Cultura                                                                               |                            |                             |                             |
| Museus e Monumentos de Portugal, E.P.E.                                               | 6 980 000,00               | 6 980 000,00                | 100,00                      |
| OPART - Organismo de Produção Artística, E.P.E.                                       | 4 935 890,50               | 4 935 890,50                | 100,00                      |
| Parques de Sintra - Monte da Lua, S.A.                                                | 2 500 000,00               | 875 000,00                  | 35,00                       |
| Teatro Nacional D. Maria II, E.P.E.                                                   | 1 000 000,00               | 1 000 000,00                | 100,00                      |
| Teatro Nacional S. João, E.P.E.                                                       | 2 500 000,00               | 2 500 000,00                | 100,00                      |
| Gestão de Infra-estruturas                                                            |                            |                             |                             |
| Navegação Aérea de Portugal - NAV Portugal, E.P.E.                                    | 25 000 000,00              | 25 000 000,00               | 100,00                      |
| Infraestuturas de Portugal, S.A.                                                      | 13 634 545 000,00          | 13 634 545 000,00           | 100,00                      |
| APA - Admnistração do Porto Aveiro, S.A.                                              | 30 000 000,00              | 30 000 000,00               | 100,00                      |
| APDL - Administração dos Portos do Douro, Leixões e Viana do Castelo, S.A             | 51 035 000,00              | 51 035 000,00               | 100,00                      |
| APL - Administração do Porto de Lisboa, S.A.                                          | 60 000 000,00              | 60 000 000,00               | 100,00                      |
| APS - Administração do Porto de Sines e do Algarve, S.A.                              | 80 000 000,00              | 80 000 000,00               | 100,00                      |
| APSS - Administração dos Portos de Setúbal e Sesimbra, S.A.                           | 15 100 000,00              | 15 100 000,00               | 100,00                      |
| Construção Pública, E.P.E.                                                            | 551 400 921,20             | 551 400 921,20              | 100,00                      |
| Docapesca - Portos e Lotas, S.A.                                                      | 9 028 400,00               | 9 028 400,00                | 100,00                      |
| EDIA - Empresa Desenvolvimento Infra-estruturas Alqueva, S.A                          | 995 793 985,00             | 995 793 985,00              | 100,00                      |
| Marina do Parque das Nações - Soc. Concessionária da Marina do Parque das Nações, S.A | 984 052,32                 | 979 839,12                  | 99,57                       |
| Saúde                                                                                 |                            |                             |                             |
| Instituto Português de Oncologia de Coimbra, E.P.E                                    | 31 005 611,00              | 31 005 611,00               | 100,00                      |
| Instituto Português de Oncologia de Lisboa, E.P.E.                                    | 77 422 639,00              | 77 422 639,00               | 100,00                      |
| Instituto Português de Oncologia do Porto, E.P.E.                                     | 62 047 629,00              | 62 047 629,00               | 100,00                      |
| Unidade Local de Saúde da Arrábida, E.P.E.                                            | 248 974 406,00             | 248 974 406,00              | 100,00                      |
| Unidade Local de Saúde da Cova da Beira, E.P.E.                                       | 59 197 204,00              | 59 197 204,00               | 100,00                      |
| Unidade Local de Saúde da Guarda, E.P.E.                                              | 47 949 759,00              | 47 949 759,00               | 100,00                      |
| Unidade Local de Saúde da Lezíria, E.P.E.                                             | 72 314 252,00              | 72 314 252,00               | 100,00                      |
| Unidade Local de Saúde da Região de Aveiro, E.P.E.                                    | 12 363 257,00              | 12 363 257,00               | 100,00                      |
| Unidade Local de Saúde da Região de Leiria, E.P.E.                                    | 45 035 604,00              | 45 035 604,00               | 100,00                      |
| Unidade Local de Saúde de Entre Douro e Vouga, E.P.E.                                 | 32 926 574,00              | 32 926 574,00               | 100,00                      |
| Unidade Local de Saúde de Almada/Seixal, E.P.E.                                       | 160 682 718,00             | 160 682 718,00              | 100,00                      |
| Unidade Local de Saúde de Amadora/Sintra, E.P.E.                                      | 66 049 560,00              | 66 049 560,00               | 100,00                      |
| Unidade Local de Saúde de Barcelos/Esposende, E.P.E.                                  | 25 358 430,00              | 25 358 430,00               | 100,00                      |
| Unidade Local de Saúde de Braga, E.P.E.                                               | 4 423 861,00               | 4 423 861,00                | 100,00                      |
| Unidade Local de Saúde de Castelo Branco, E.P.E.                                      | 20 687 241,00              | 20 687 241,00               | 100,00                      |
| Unidade Local de Saúde de Coimbra, E.P.E.                                             | 176 781 481,00             | 176 781 481,00              | 100,00                      |
| Unidade Local de Saúde de Gaia/Espinho, E.P.E.                                        | 95 443 268,00              | 95 443 268,00               | 100,00                      |
| Unidade Local de Saúde de Lisboa Ocidental, E.P.E.                                    | 217 144 727,00             | 217 144 727,00              | 100,00                      |
| Unidade Local de Saúde de Loures-Odivelas, E.P.E.                                     | 4 381 479,00               | 4 381 479,00                | 100,00                      |
| Unidade Local de Saúde de Matosinhos, E.P.E.                                          | 60 583 046,00              | 60 583 046,00               | 100,00                      |
| Unidade Local de Saúde de Santa Maria, E.P.E.                                         | 351 092 428,00             | 351 092 428,00              | 100,00                      |
| Unidade Local de Saúde de Santo António, E.P.E.                                       | 203 281 082,00             | 203 281 082,00              | 100,00                      |
| Unidade Local de Saúde de São João, E.P.E.                                            | 171 028 757,00             | 171 028 757,00              | 100,00                      |
| Unidade Local de Saúde de São José, E.P.E.                                            | 335 920 621,00             | 335 920 621,00              | 100,00                      |
| Unidade Local de Saúde de Trás-os-Montes e Alto Douro, E.P.E.                         | 99 588 011,00              | 99 588 011,00               | 100,00                      |
| Unidade Local de Saúde de Viseu Dão-Lafões, E.P.E.                                    | 59 701 825,00              | 59 701 825,00               | 100,00                      |
| Unidade Local de Saúde do Alentejo Central, E.P.E.                                    | 44 994 919,00              | 44 994 919,00               | 100,00                      |
| Unidade Local de Saúde do Algarve, E.P.E.                                             | 184 243 553,00             | 184 243 553,00              | 100,00                      |
| Unidade Local de Saúde do Alto Alentejo, E.P.E.                                       | 41 825 535,00              | 41 825 535,00               | 100,00                      |
| Unidade Local de Saúde do Alto Ave, E.P.E.                                            | 84 618 215,00              | 84 618 215,00               | 100,00                      |
| Unidade Local de Saúde do Alto Minho, E.P.E.                                          | 85 785 848,00              | 85 785 848,00               | 100,00                      |
| Unidade Local de Saúde do Arco Ribeirinho, E.P.E.                                     | 112 733 480,00             | 112 733 480,00              | 100,00                      |
| Unidade Local de Saúde do Baixo Alentejo, E.P.E.                                      | 90 025 968,00              | 90 025 968,00               | 100,00                      |
| Unidade Local de Saúde do Baixo Mondego, E.P.E.                                       | 30 507 577,00              | 30 507 577,00               | 100,00                      |
| Unidade Local de Saúde do Estuário do Tejo, E.P.E.                                    | 5 218 360,00               | 5 218 360,00                | 100,00                      |
| Unidade Local de Saúde do Litoral Alentejano, E.P.E.                                  | 33 244 027,00              | 33 244 027,00               | 100,00                      |
| Unidade Local de Saúde do Médio Ave, E.P.E.                                           | 50 960 834,00              | 50 960 834,00               | 100,00                      |
| Unidade Local de Saúde do Médio Tejo, E.P.E.                                          | 102 285 021,00             | 102 285 021,00              | 100,00                      |
| Unidade Local de Saúde do Nordeste, E.P.E.                                            | 79 563 246,00              | 79 563 246,00               | 100,00                      |
| Unidade Local de Saúde do Oeste, E.P.E.                                               | 8 686 666,00               | 8 686 666,00                | 100,00                      |
| Unidade Local de Saúde do Tâmega e Sousa, E.P.E.                                      | 82 148 242,00              | 82 148 242,00               | 100,00                      |
| Unidade Local de Saúde da Póvoa do Varzim/Vila do Conde, E.P.E.                       | 43 285 197,00              | 43 285 197,00               | 100,00                      |
| Transportes                                                                           |                            |                             |                             |
| CP - Comboios de Portugal, E.P.E.                                                     | 212 635 680,46             | 212 635 680,46              | 100,00                      |
| Metro do Mondego, S.A.                                                                | 1 075 000,00               | 569 750,00                  | 53,00                       |
| Metro do Porto, S.A.                                                                  | 497 006 899,49             | 496 457 899,49              | 99,89                       |
| Metro - Metropolitano de Lisboa, E.P.E.                                               | 4 220 219 352,02           | 4 220 219 352,02            | 100,00                      |
| TAP - Transportes Aéreos Portugueses, SGPS, S.A.                                      | 10 000 000,00              | 9 900 000,00                | 99,00                       |
| Transportes Aéreos Portugueses, S.A.                                                  | 980 000 000,00             | 980 000 000,00              | 100,00                      |
| Transtejo Soflusa, S.A.                                                               | 208 025 085,00             | 208 025 085,00              | 100,00                      |
| Parpública                                                                            |                            |                             |                             |
| Parpública - Participações Públicas, SGPS, S.A.                                       | 2 000 000 000,0            | 2 000 000 000,0             | 100,00                      |
| Comunicações                                                                          |                            |                             |                             |
| SIRESP - Gestão de Redes Digitais de Segurança e Emergência, S.A.                     | 1 614 500,00               | 1 614 500,00                | 100,00                      |
| Defesa                                                                                |                            |                             |                             |
| Fundínio, S.A                                                                         | 2 867 789,10               | 9 266,40                    | 0,32                        |
| idD - Portugal Defence, S.A.                                                          | 104 500 000,00             | 104 500 000,00              | 100,00                      |
| Outros Setores                                                                        |                            |                             |                             |
| Agência de Gestão da Tesouraria e da Dívida Pública - IGCP, E.P.E.                    | 50 000,00                  | 50 000,00                   | 100,00                      |
| AICEP - Agência para Investimento Comércio Externo de Portugal, E.P.E.                | 114 927 979,87             | 114 927 979,87              | 100,00                      |
| Almonda, S.A.                                                                         | 20 000 000,00              | 38 485,00                   | 0,19                        |
| ClimaEspaço - Sociedade de Produção e Distribuição Urbana de Energia Térmica, S.A.    | 8 206 550,00               | 299 114,00                  | 3,64                        |
| CNEMA - Centro Nacion. Expos. Mercados Agrícolas, S.A.                                | 3 300 000,00               | 30 000,00                   | 0,91                        |
| Cooperativa Cultural Recreativa Gafanha da Nazaré, CRL                                | 2 500,00                   | 5,00                        | 0,20                        |
| EDM - Empresa de Desenvolvimento Mineiro, S.A.                                        | 30 000 000,00              | 30 000 000,00               | 100,00                      |
| ENSE - Entidade Nacional para o Setor Energético, E.P.E.                              | 250 000,00                 | 250 000,00                  | 100,00                      |
| Fosforeira Portuguesa, S.A.                                                           | 816 000,00                 | 49,90                       | 0,01                        |
| Fundo de Apoio Municipal - FAM                                                        | 417 857 142,00             | 208 928 571,00              | 50,00                       |
| Fundo de Fundos para a Internacionalização                                            | 100 000 000,00             | 100 000 000,00              | 100,00                      |
| Fundo de Reabilitação e Conservação Patrimonial                                       | 10 000 000,00              | 10 000 000,00               | 100,00                      |
| Fundo de Salvaguarda do Património Cultural                                           | 5 000 000,00               | 4 000 000,00                | 80,00                       |
| Fundo Jessica Portugal                                                                | 117 741 293,36             | 26 856 112,30               | 22,81                       |
| Fundo Português de Apoio ao Investimento em Moçambique                                | 93 670 000,00              | 93 670 000,00               | 100,00                      |
| Fundo Revive Natureza                                                                 | 9 894 500,00               | 4 302 800,00                | 43,49                       |
| IHRU - Instituto da Habitação e da Reabilitação Urbana, IP                            | 79 103 037,68              | 75 327 137,60               | 95,23                       |
| ImoAveiro                                                                             | 507 928,57                 | 355 550,00                  | 70,00                       |
| Imobiliária Construtora Grão-Pará, S.A.                                               | 12 500 000,00              | 115,00                      | 0,00                        |
| Intercement Portugal, S.A.                                                            | 903 185 297,42             | 3 555,00                    | 0,00                        |
| Lisnave - Estaleiros Navais de Lisboa, S.A.                                           | 5 000 000,00               | 30,00                       | 0,00                        |
| Matadouro Regional do Barroso e Alto Tâmega, S.A.                                     | 465 000,00                 | 36 450,00                   | 7,84                        |
| Matur - Sociedade de Empreendimentos Turísticos da Madeira, S.A.                      | 2 918 970,00               | 20,00                       | 0,00                        |
| MOBI.E.,SA                                                                            | 50 000,00                  | 50 000,00                   | 100,00                      |
| Empresas Públicas Financeiras                                                         |                            |                             |                             |
| Banco Português de Fomento, S.A.                                                      | 505 000 000,00             | 105 278 919,00              | 20,846                      |
| Caixa Geral de Depósitos, S.A.                                                        | 4 525 714 495,00           | 4 525 714 495,00            | 100,00                      |
| SOFID - Soc. P. Financiamento Desenvolvimento Instituição Financeira de Crédito, S.A. | 18 723 110,40              | 15 078 666,40               | 80,54                       |
| Empresas Privadas Financeiras                                                         |                            |                             |                             |
| Novo Banco, S.A.                                                                      | 3 345 000 000,30           | 0,00                        | 11,46                       |
| Empresas Sediadas no Estrangeiro                                                      |                            |                             |                             |
| Fundo de Estabilização da Zona Euro, S.A.                                             | 28 513 396,92              | 713 298,46                  | 2,50                        |
| IPE Macau - Investimentos e Participações Empresarias, S.A.R.L.                       | 111 680,68                 | 111 680,68                  | 100,00                      |
| WTC Macau - World Trade Center Macau, S.A.R.L.                                        | 3 350 420,48               | 83 760,51                   | 2,50                        |
| Organismos Internacionais                                                             |                            |                             |                             |
| Mecanismo Europeu de Estabilidade - MEE                                               | 704 798 700 000,00         | 17 511 400 000,00           | 2,48                        |
| Total                                                                                 | 745 114 860 717,14         | 51 928 945 304,00           | -                           |

## Empresas e Fundos em Liquidação
| Empresa                                                                                           | Participação do Estado/DGTF | Participação do Estado/DGTF |
| Empresa                                                                                           | Valor Nominal               | %                           |
| ------------------------------------------------------------------------------------------------- | --------------------------- | --------------------------- |
| AveiroPolis, Sociedade para o Desenvolvimento do Programa Polis em Aveiro, S.A.                   | 5 700 000,00                | 60,00                       |
| BejaPolis, Sociedade para o Desenvolvimento do Programa Polis em Beja, S.A.                       | 2 856 000,00                | 60,00                       |
| ChavesPolis, Sociedade para o Desenvolvimento do Programa Polis em Chaves, S.A.                   | 1 122 000,00                | 60,00                       |
| CostaPolis, Sociedade para o Desenvolvimento do Programa Polis na Costa de Caparica, S.A.         | 19 155 886,31               | 60,00                       |
| Silopor - Empresa de Silos Portuários, S.A.                                                       | 46 407 000,00               | 100,00                      |
| TomarPolis, Sociedade para o Desenvolvimento do Programa Polis em Tomar, S.A.                     | 1 459 000,00                | 60,00                       |
| ViseuPolis, Sociedade para o Desenvolvimento do Programa Polis em Viseu, S.A.                     | 9 600 000,00                | 60,00                       |
| Polis Litoral Ria de Aveiro, Sociedade para a Requalificação e Valorização da Ria de Aveiro, S.A. | 17 192 000,00               | 56,00                       |
| Polis Litoral Norte, Sociedade para a Requalificação e Valorização do Litoral Norte, S.A.         | 13 833 000,00               | 53,00                       |
| Banif - Banco Internacional do Funchal, S.A.                                                      | 2 595 880 885,00            | 71,78                       |
| BES - Banco Espirito Santo, S.A.                                                                  | 0,00                        | 0.00                        |
| VianaPolis, Sociedade para o Desenvolvimento do Programa Polis em Viana do Castelo, S.A.          | 9 000 000,00                | 60,00                       |
| Pluricoop - Cooperativa de Consumo SRL                                                            | 49,88                       | n.a.                        |
| FRME – Fundo para a Revitalização e Modernização do Tecido Empresarial, SGPS, S.A.                | 46 971 558,62               | 64,96                       |
| Fundo Portugal Ventures Grandes Projetos de Investimento - Fundo de Capital de Risco Fechado      | 1 269 870,90                | 8,40                        |
| Portugal Venture Capital Iniciative - SICAF SIF                                                   | 12 500 000,00               | 11,23                       |

## Empresas que eram do Estado Português e foram privatizadas
| Empresa                                  | Ano(s) de Privatização |
| ---------------------------------------- | ---------------------- |
| EFACEC                                   | 2024                   |
| Fidelidade                               | 2014                   |
| REN - Redes Energéticas Nacionais        | 2014                   |
| CTT - Correios de Portugal               | 2013                   |
| ANA - Aeroportos de Portugal             | 2012-2013              |
| EDP - Energias de Portugal               | 1997-2013              |
| BPN - Banco Português de Negócios        | 2012                   |
| Cimpor - Cimentos de Portugal            | 1994-2010              |
| Teatro Rivoli                            | 2006                   |
| Somincor                                 | 2004                   |
| GALP                                     | 1999-2000              |
| Banco de Fomento e Exterior              | 1994-2000s             |
| Portugal Telecom                         | 1995-1996              |
| Aliança Seguradora                       | 1997                   |
| Tabaqueira                               | 1997                   |
| Setenave                                 | 1997                   |
| Quimigal                                 | 1997                   |
| Brisa                                    | 1997                   |
| Banco Português do Atlântico             | 1997                   |
| Portucel                                 | 1995                   |
| Rodoviária Sul do Tejo                   | 1995                   |
| SECIL                                    | 1994                   |
| Rádio Comercial                          | 1993                   |
| Sociedade Portuguesa de Navios Tanques   | 1993                   |
| Mundial Confiança                        | 1992                   |
| Banco Espírito Santo                     | 1992                   |
| Companhia de Seguros Bonança             | 1991                   |
| Rodoviária Nacional, E. P.               | 1991                   |
| Diário de Notícias                       | 1991                   |
| Banco Fonsecas e Burnay                  | 1991                   |
| Unicer                                   | 1990                   |
| Banco Tota & Açores                      | 1990                   |
| Transinsular                             | 1990                   |
| Tranquilidade                            | 1990                   |
| Centralcer                               | 1990                   |
| EPSI - Empresa de Polímeros de Sines     | 1989                   |
| CNE - Companhia Nacional de Petroquímica | 1989                   |
| A Capital                                | 1988                   |

entre outras...

## Ver Também
- Lista de Participações da Parpública